# 23457 Бейдербек
23457 Бейдербе́к (23457 Beiderbecke) — астероїд головного поясу, відкритий 5 квітня 1989 року.
Тіссеранів параметр щодо Юпітера — 3,335.